# José Luis Urquieta
José Luis Urquieta (né à  Mexico, le 20 mars 1949) est un réalisateur mexicain. Il réalise aussi bien des films commerciaux que des films plus engagés sur les problèmes sociaux.

## Biographie
De famille modeste, il abandonne ses études pour aider aux dépenses de la maison. Après avoir tenté divers métiers, il commence à travailler pour les Studios América en 1963 alors qu’il n’a que 14 ans. Il travaille d’abord dans le domaine de la construction puis preneur de son, assistant de cameraman et scripte.
Après avoir travaillé comme assistant-réalisateur entre 1972 et 1977, il fait ses débuts comme réalisateur en 1978. En 1979, il sort le film Al filo de los Machetes qui traite de la lutte agraire dans l’État de Tamaulipas contre les responsables locaux entourés d’autorités corrompues. Ce film lui vaut une nomination pour un Prix Ariel et gagne trois Diosas de Plata (es) (« Déesses d'Argent ») en 1981 : « Mejor libro cinematográfico », « Opera Prima al Director » (« Premier long métrage ») et « La Actriz de Cuadro ».
Au cours des années 80, il compose plusieurs mélodrames sur le thème de la migration entre le Mexique et les États-Unis, comme dans El Puente, Tres veces mojado, La Camioneta Gris et Los Tres Gallos, des films avec la participation d'acteurs populaires comme Los Tigres del Norte, Mario Almada, Rafael Inclán, Ignacio López Tarso, entre autres.
En 1987, il sort Muelle Rojo, un film social  qui retrace l'histoire du syndicat des vendeuses de Tampico.
Après des années d'absence dans l'industrie cinématographique, Urquieta a convenu avec l'écrivain Carlos Montemayor (es) de réaliser sur grand écran l’adaptation du roman historique Las Armas del Alba. L’histoire raconte les détails qui ont conduit un petit groupe d'enseignants normaux et de paysans à se révolter pour demander justice ; cette attaque, connue sous le nom d'assaut de la caserne de Madera (es), a eu lieu le 23 septembre 1965, dans la Sierra Tarahumara (État de Chihuahua). Le projet a pris environ dix ans pour se concrétiser sous le titre Las Armas.

## Filmographie

### Comme assistant-réalisateur
- 1972 : El robo de las momias de Guanajuato de Tito Novaro
- 1972 : Vuelven los campeones justicieros de Federico Curiel
- 1973 : Una rosa sobre el ring d'Arturo Martínez
- 1973 : El castillo de las momias de Guanajuato de Tito Novaro
- 1974 : Leyendas macabras de la colonia d'Arturo Martínez
- 1974 : La corona de un campeon d'Arturo Martínez
- 1974 : Me caí de la nube d'Arturo Martínez
- 1975 : Las momias de San Ángel d'Arturo Martínez
- 1977 : La Mansión de las 7 momias de Rafael Lanuza
- 1980 : El jinete de la muerte de Federico Curiel

### Comme réalisateur
- 1978 : El Zorro blanco
- 1979 : Al filo de los machetes
- 1979 : Discotec fin de semana
- 1981 : Oficio de tinieblas
- 1981 : Herencia de muerte
- 1981 : Tijuana caliente
- 1982 : Contrabando Humano
- 1982 : Un reverendo trinquetero
- 1982 : Los fayuqueros de Tepito
- 1982 : La contrabandista
- 1983 : Cazador de asesinos
- 1983 : Aborto: Canto a la vida
- 1983 : El traficante
- 1983 : Silencio asesino
- 1983 : Los hijos de Peralvillo
- 1984 : Los peseros
- 1984 : El traficante II
- 1984 : El puente
- 1985 : Operación marihuana
- 1985 : La tumba del mojado
- 1986 : Matanza en Matamoros
- 1986 : La pintada
- 1986 : La Alacrana
- 1986 : El puente II
- 1986 : Al filo de la ley: Misión rescate
- 1987 : Camino al infierno
- 1987 : Muelle rojo
- 1987 : Días de violencia
- 1988 : Dos machos que ládran no muerden
- 1988 : El solitario indomable
- 1989 : Tres veces mojado
- 1990 : La camioneta gris
- 1990 : La buena, la mala, la golfa
- 1990 : El asesino del metro
- 1991 : Los tres gallos
- 1991 : Bronco
- 1992 : Alto poder
- 1995 : Salto al vacío
- 1995 : Crimen en Chihuahua
- 1998 : La operación pesada
- 1999 : El baile
- 2013 : Las Armas

## Crédit d'auteurs
- (es) Cet article est partiellement ou en totalité issu de l’article de Wikipédia en espagnol intitulé « José Luis Urquieta » (voir la liste des auteurs).